# Teodorico II di Bar
Teodorico II di Bar o di Mousson in francese Thierry Ier de Montbéliard (1045 circa – 2 gennaio 1103), fu conte di Montbéliard, dal 1065, conte di Mousson, Altkirch e Ferrette, dal 1073 e Conte di Bar, dal 1093 alla sua morte.

## Origine
Secondo la  Chronica Albrici Monachi Trium Fontium  Teodorico era il figlio maschio primogenito del conte di Mousson di Montbéliard, Altkirch e Ferrette, Luigi di Montbelliard e della Contessa di Bar, Sofia, che, secondo il Chronicon Sancti Michælis, monasterii in pago Virdunensi era la figlia femmina primogenita dell'erede della Contea di Bar e Duca dell'Alta Lorena (Lotaringia), Federico II e di Matilde di Svevia (988–1031), che era figlia di Ermanno II, Duca di Svevia, e di Gerberga di Borgogna († 1018, come ci viene confermato dal  Wiponis, Vita Chuonradi II Imperatoris) ed era cognata del re di Germania di Corrado II, che aveva sposato sua sorella, Gisella di Svevia, come risulta ancora dal Chronicon Sancti Michælis, monasterii in pago Virdunensi.
Secondo le Europäische Stammtafeln, vol I, 2226 (non consultate), Luigi di Montbelliard sarebbe figlio di Rickwin, conte de Charpeigne e della moglie Matilde o Ildegarda di Egisheim, figlia del conte Ugo VI di Nordgau (Alsazia) e nipote di papa Leone IX.

## Biografia
Nel 1065, l'anno del suo matrimonio, secondo la  Chronica Albrici Monachi Trium Fontium  Teodorico ricevette la contea di Montbéliard.
Secondo lo storico, Georges Poull, nel suo libro La Maison souveraine et ducale de Bar (1994) (non consultato), i suoi genitori, Luigi e Sofia, nel 1070, alla morte del Duca di Lorena, Gerardo, contestarono la successione ; al giovane figlio di Gerardo, Teodorico il Coraggioso; e ancora secondo Georges Poull, Teodorico, dopo la morte del padre, Luigi, avanzò ancora pretese sulla successione, ma l'Imperatore del Sacro Romano Impero, Enrico IV di Franconia, confermò il ducato a Teodorico il Coraggioso.
Sempre secondo Georges Poull, nel 1071, suo padre, Luigi venne citato per l'ultima volta in un documento.
Teodorico succedette al padre, Luigi, nei distretti Alsaziani e nella contea di Mousson, nel 1073 circa: infatti, ancora Georges Poull ci dice che fu sua madre, Sofia, a nominare, nel 1076, l'abate di Saint-Mihiel, perché il marito era morto, e che Teodorico, sempre in quell'anno, era presente all'affrancamento della cappella nel castello di Amance.
Secondo L'obituaire de l'abbaye de Saint-Mansuy-lès-Toul, sua madre, Sofia, morì il 21 gennaio 1093.
Teodorico, il figlio primogenito, le succedette, nella Contea di Bar.
Secondo il Laurenti Gesta episcoporum Virdunensium, Teodorico, dopo il 1096, da Richer (Richhar), vescovo di Verdun, ricevette in usufrutto (Rente viagère) la Contea di Verdun.
Anche Teodorico aveva fatto voto di partecipare alla Prima Crociata, ma causa una malattia non poté partecipare.
Secondo L'obituaire de l'abbaye de Saint-Mansuy-lès-Toul, Teodorico, morì il 1 gennaio 1103, dopo aver fatto testamento nel castello di Altkirch.
Ancora secondo la  Chronica Albrici Monachi Trium Fontium , il figlio, Rinaldo, succedette al padre nelle Contee di Bar, di Mousson, mentre, Teodorico ebbe la contea di Montbéliard e Federico Ferrette e Altkirch.

## Matrimonio e discendenza
Teodorico, nel 1065, come ci viene confermato dalla  Chronica Albrici Monachi Trium Fontium , aveva sposato Ermetrude di Borgogna, che, secondo il documento n° 3830 del Recueil des chartes de l'abbaye de Cluny (Paris), Tome V era la figlia femmina primogenita del conte di Borgogna e conte di Mâcon, Guglielmo I detto il Grande o l'Ardito; la madre di Ermetrude era Stefania di Borgogna (circa 1035 – dopo il 1088), di cui non si conoscono con esattezza gli ascendenti.
Nel 1105, dopo essere rimasta vedova, Ermetrude, fondò l'abbazia cluniacense di Froidefontaine, come attesta il documento n° 3830 del Recueil des chartes de l'abbaye de Cluny (Paris), Tome V.
Ermetrude morì dopo il 1106, in quanto, in quella data, assieme al figlio, Rinaldo, controfirmò il documento n° 61 della Chronique Saint-Mihiel, come ci riferisce George Poull.
Teodorico da Ermetrude ebbe dieci figli:
- Teodorico (1076 † 1163), conte di Montbéliard[14]
- Luigi (1077 † 1102), partecipò alla I crociata, assassinato[14]
- Federico (1074 † 1160), conte di Ferrette e d'Altkirch, come da documento n° 3835 del Recueil des chartes de l'abbaye de Cluny (Paris), Tome V[17]
- Rinaldo (1075 † 1150), comte de Bar e di Mousson[14]
- Stefano († 1162), vescovo di Metz[14]
- Guglielmo († prima del 1105)[14]
- Ugo († prima del 1105)[14]
- Gunthilde († 1131), badessa di Biblisheim, secondo Georges Poull[7]
- Agnese (1082/1087 a Bar-le-Duc † 1176), sposò il conte Hermann II. von Salm[18]
- Matilde, sposò il conte Adalbert von Mörsberg[18].

## Ascendenza
|                           |                           |                          | Genitori                |  |  | Nonni |  |  | Bisnonni            |  |  | Trisnonni |  |
|                           |                           |                          |                         |  |  |       |  |  | Ludovico di Mousson |  |  | …         |  |
|                           |                           |                          |                         |  |  |       |  |  | Ludovico di Mousson |  |  | …         |  |
|                           |                           | …                        |                         |  |  |       |  |  | Ludovico di Mousson |  |  |           |  |
| Rickwin di Charpeigne     |                           |                          |                         |  |  |       |  |  | Ludovico di Mousson |  |  |           |  |
|                           |                           | Lutzelburg               | …                       |  |  |       |  |  |                     |  |  |           |  |
|                           |                           | Lutzelburg               | …                       |  |  |       |  |  |                     |  |  |           |  |
|                           |                           | Lutzelburg               | …                       |  |  |       |  |  |                     |  |  |           |  |
| Luigi di Montbelliard     |                           | Lutzelburg               |                         |  |  |       |  |  |                     |  |  |           |  |
|                           |                           | Ugo IV di Nordgau        | Ugo II di Nordgau       |  |  |       |  |  |                     |  |  |           |  |
|                           |                           | Ugo IV di Nordgau        | Ugo II di Nordgau       |  |  |       |  |  |                     |  |  |           |  |
|                           |                           | Ugo IV di Nordgau        | …                       |  |  |       |  |  |                     |  |  |           |  |
| Matilde di Egisheim       |                           | Ugo IV di Nordgau        |                         |  |  |       |  |  |                     |  |  |           |  |
|                           |                           | Edvige di Dabo           | Luigi II di Dabo        |  |  |       |  |  |                     |  |  |           |  |
|                           |                           | Edvige di Dabo           | Luigi II di Dabo        |  |  |       |  |  |                     |  |  |           |  |
|                           |                           | Edvige di Dabo           | Giuditta di Oehningen   |  |  |       |  |  |                     |  |  |           |  |
| Teodorico II di Bar       |                           | Edvige di Dabo           |                         |  |  |       |  |  |                     |  |  |           |  |
|                           | Teodorico I di Lotaringia | Federico I di Lotaringia |                         |  |  |       |  |  |                     |  |  |           |  |
|                           | Teodorico I di Lotaringia | Federico I di Lotaringia |                         |  |  |       |  |  |                     |  |  |           |  |
|                           | Teodorico I di Lotaringia | Beatrice di Parigi       |                         |  |  |       |  |  |                     |  |  |           |  |
| Federico II di Lotaringia | Teodorico I di Lotaringia |                          |                         |  |  |       |  |  |                     |  |  |           |  |
|                           |                           | Richilde di Bliesgau     | Folmar I di Bliesgau    |  |  |       |  |  |                     |  |  |           |  |
|                           |                           | Richilde di Bliesgau     | Folmar I di Bliesgau    |  |  |       |  |  |                     |  |  |           |  |
|                           |                           | Richilde di Bliesgau     | Berta                   |  |  |       |  |  |                     |  |  |           |  |
| Sofia di Bar              |                           | Richilde di Bliesgau     |                         |  |  |       |  |  |                     |  |  |           |  |
|                           |                           | Ermanno II di Svevia     | Corrado I di Svevia     |  |  |       |  |  |                     |  |  |           |  |
|                           |                           | Ermanno II di Svevia     | Corrado I di Svevia     |  |  |       |  |  |                     |  |  |           |  |
|                           |                           | Ermanno II di Svevia     | …                       |  |  |       |  |  |                     |  |  |           |  |
| Matilde di Svevia         |                           | Ermanno II di Svevia     |                         |  |  |       |  |  |                     |  |  |           |  |
|                           |                           | Gerberga di Borgogna     | Corrado III di Borgogna |  |  |       |  |  |                     |  |  |           |  |
|                           |                           | Gerberga di Borgogna     | Corrado III di Borgogna |  |  |       |  |  |                     |  |  |           |  |
|                           |                           | Gerberga di Borgogna     | Matilde di Francia      |  |  |       |  |  |                     |  |  |           |  |
|                           |                           | Gerberga di Borgogna     |                         |  |  |       |  |  |                     |  |  |           |  |

### Fonti primarie
- (LA)  Monumenta Germaniae Historica, Scriptores, tomus IV.
- (LA)  Monumenta Germaniae Historica, Scriptores, tomus X.
- (LA)  Monumenta Germaniae Historica, Scriptores,tom. XI.
- (LA)  Monumenta Germaniae Historica, Scriptores, tomus XXIII.
- (LA)  Recueil des chartes de l'abbaye de Cluny (Paris), Tome V.
- (LA)  Histoire ecclésiastique et civile de Lorraine, qui comprend ce qui s'est passé de plus mémorable dans l'archevêché de Trèves, et dans les évêchés de Metz, Toul et Verdun, depuis l'entrée de Jules César dans les Gaules jusqu'à la mort de Charles V, duc de Lorraine, arrivée en 1690, avec les pièces justificatives, tome II.
- (LA)  L'obituaire de l'abbaye de Saint-Mansuy-lès-Toul.

### Letteratura storiografica
- Austin Lane Poole, L'imperatore Corrado II, in «Storia del mondo medievale», vol. IV, 1999, pp. 170–192